# E37号線
E37号線 (E37ごうせん、英: European route E37)は 欧州自動車道路のAクラス幹線道路。
ドイツのドルトムントからケルンまでを結ぶ。

## 経路
- ドイツ
  - E22号線,E233号線,E234号線 - ブレーメン
  - E30号線 - オスナブリュック
  - E34号線,E41号線,E331号線 - ドルトムント
  - E29号線,E31号線,E35号線,E40号線 - ケルン